# Hajdú-Bihar
Hajdú-Bihar je župa ve východním Maďarsku na hranicích s Rumunskem. Sousedí se župami Szabolcs-Szatmár-Bereg, Borsod-Abaúj-Zemplén, Jász-Nagykun-Szolnok a Békés. Na rozloze 6211 km² zde žije zhruba 549 000 obyvatel. Hlavním a největším městem je Debrecín.

## Historie
Župa byla vytvořena po druhé světové válce sjednocením žup Hajdú a Bihar. Z hlediska historických uherských žup zahrnuje celé území župy Hajdú, okrajové části župy Szabolcs a severozápadní část župy Bihar (většina je v Rumunsku jako župa Bihor).

## Přírodní poměry
Celá župa Hajdú-Bihar leží ve Velké uherské nížině, takže její území je převážně ploché a jen na východě sem zasahuje vyvýšená mírně zvlněná oblast Nyírség. Není zde mnoho velkých řek, pouze po severozápadní hranici protéká Tisa a po jižní Bystrý Kriš (Sebes-Kőrös). Jižní část župy odvodňuje řeka Berettyó a ze severu na jih protéká vodní kanál Keleti-főcsatorna ("Východní hlavní kanál"). Na západě župy se nachází nejzachovalejší části uherské stepi (puszta), chráněné v nejstarším maďarském národním parku Hortobágy.

## Okresy
- Okres Balmazújváros (Balmazújváros)
- Okres Berettyóújfalu (Berettyóújfalu)
- Okres Debrecín (Debrecín)
- Okres Derecske (Derecske)
- Okres Hajdúböszörmény (Hajdúböszörmény)
- Okres Hajdúhadház (Hajdúhadház)
- Okres Hajdúnánás (Hajdúnánás)
- Okres Hajdúszoboszló (Hajdúszoboszló)
- Okres Nyíradony (Nyíradony)
- Okres Püspökladány (Püspökladány)

## Doprava
Severní částí župy prochází dálnice M3 z Budapešti na východ země, z níž u Görbeházy odpojuje odbočka M35 (E79) k Debrecínu. Tam ji křižuje státní silnice č.4 Budapešť - Szolnok - Debrecín - Ukrajina (E573), z níž se v Püspökladányi odpojuje silnice č. 42 (E60) směr Velký Varadín, Brašov, Bukurešť. Hlavním železničním uzlem je Debrecín, kde z hlavní tratě (stejná trasa jako zmíněná silnice č. 4) vybíhají lokální tratě do všech směrů. Jediné železniční spojení s Rumunskem je ale z uzlu Püspökladány přes Berettyóújfalu a Biharkeresztes.